# Āgh Mazār
Āgh Mazār (persiska: آغ مزار) är en ort i Iran.   Den ligger i provinsen Nordkhorasan, i den nordöstra delen av landet, 500 km öster om huvudstaden Teheran. Āgh Mazār ligger 561 meter över havet och antalet invånare är 537.
Terrängen runt Āgh Mazār är kuperad österut, men västerut är den platt. Āgh Mazār ligger nere i en dal. Runt Āgh Mazār är det ganska glesbefolkat, med 27 invånare per kvadratkilometer. Närmaste större samhälle är Āshkhāneh, 14,6 km söder om Āgh Mazār. Omgivningarna runt Āgh Mazār är i huvudsak ett öppet busklandskap.